# Asprocottus parmiferus
Asprocottus parmiferus är en fiskart som beskrevs av Taliev, 1955. Asprocottus parmiferus ingår i släktet Asprocottus och familjen Abyssocottidae. Inga underarter finns listade.